# كلية العلوم (جامعة بنها)

كلية العلوم بنها تم اعتماد بداية الدراسة بكلية العلوم عام 1981 م وذلك طبعا لسند الإنشاء بالقرار الوزاري رقم 278 لسنة 1981 وكانت الكلية تابعة لجامعة الزقازيق -فرع بنها وبعد انفصال جامعة بنها عنها أصبحت تابعة لما تسمى الآن جامعة بنها.
يحصل الخريج على لقب «أخصائي علمي» Scientist [بحاجة لمصدر] وذلك طبقاً لأحكام المادة 6 من قانون نقابة المهن العلمية 80 لسنة 69. ويعتبر قيده إجبارياً بنقابة المهن العلمية حسب شعبة الإختصاص طبقاً لأحكام المادة 11 من نفس القانون.

## الأقسام العلمية
- الكيمياء
- الفيزياء
- الرياضيات
- الجيولوجيا
- النبات
- الحيوان
- الحشرات

## الدرجة العلمية

### درجة البكالوريوس
- مجموعة العلوم الطبيعية: (الرياضيات - الفيزياء - الرياضيات والفيزياء - الحاسب -الإحصاء - الحاسب والإحصاء - الكيمياء - الكيمياء والفيزياء - الكيمياء التطبيقية - الكيمياء الإشعاعية)
- مجموعة العلوم البيولوجية: (النبات - الحيوان - الحشرات - النبات والكيمياء - الحيوان والكيمياء - الميكروبيولوجي والكيمياء - الجيولوجيا - الحشرات والكيمياء - التكنولوجيا الحيوية - الجيولوجيا والكيمياء - الجيولوجيا والفيزياء).

### مرحلة الدراسات العليا
تمنح كلية العلوم درجة (الدبلوم - الماجيستير – الدكتوراه) في مرحلة الدراسات العليا. وفقا لأخر إحصائية وجد أن كلية العلوم تحتوى على دفعات تصل عددها لأكثر من 28 دفعة.

## مخصصات الإنشاء
عدد المباني الحالية يصل الي(3) مبان بمساحة 14807 م2 عبارة عن : * عدد(1) مدرج * عدد(15) قاعة * عدد(23) معمل * عدد(1) مكتبة. ويتم الآن بناء مبنى آخر للكلية.

## الوحدات ذات الطابع الخاص
- وحدة تصميم وإصلاح الأجهزة العلمية الكهربائية والإلكترونية.
- مركز المعلومات والخدمات البحثية.
- مشروع استغلال السائل الأسود.
- مركز التحاليل الدقيقة وإنتاج المواد الكيماوية الوسيطة.
- وحدة البيولوجيا الجزيئة وتنمية البيئة

## إدارة الكلية
- عميد الكلية: أ.د./ نهاد البرقي
- وكيل الكلية لشئون خدمة المجتمع وتنمية البيئة: أ.د./ نهاد البرقي
- وكيل الكلية لشئون التعليم والطلاب: أ.د./محمد هيكل
- وكيل الكلية للدراسات العليا: أ.د./ على عبد المعبود

من أحد أبنائها بالجامعة م/ أحمد صلاح الدين شبل والذي يعمل بشبكة معلومات الجامعة وهو أحد الكوادر المميزة بجامعه بنها في مجال تقنية المعلومات
- الموقع الرسمي www.benhascience.org
- صفحه الفيسبوك